# Alticola roylei
Alticola roylei är en däggdjursart som först beskrevs av Gray 1842.  Alticola roylei ingår i släktet asiatiska bergssorkar, och familjen hamsterartade gnagare. IUCN kategoriserar arten globalt som nära hotad. Inga underarter finns listade i Catalogue of Life.
Arten blir 9,1 till 11,7 cm lång (huvud och bål) och den har en 2,9 till 4,8 cm lång svans. Viktuppgifter saknas. På ovansidan förekommer mörkbrun päls och undersidan är täckt av grå päls. Likaså har svansen en mörk ovansida och en ljus undersida. Typiskt är en tofs vid svansens slut. Avvikande detaljer i tändernas konstruktion skiljer Alticola roylei från andra släktmedlemmar.
Denna gnagare förekommer vid Himalayas södra sluttningar i norra Indien och kanske i Nepal. Den vistas mellan 2500 och 4300 meter över havet. Habitatet utgörs av skogar och bergsängar med klippig mark. Individerna är aktiva på dagen och äter växtdelar. De bildar kolonier.